# Samogłoska otwarta tylna niezaokrąglona
Samogłoska otwarta tylna niezaokrąglona – typ samogłoski spotykany w językach naturalnych. Symbol, który przedstawia ten dźwięk w Międzynarodowym Alfabecie Fonetycznym, to ɑ (a zbliżone do greckiego α). W latach 2011–2012 komitet Międzynarodowego Towarzystwa Fonetycznego zagłosował przeciw dodaniu do MAF odrębnego symbolu (ᴀ) dla samogłoski otwartej centralnej niezaokrąglonej.
W dialekcie miasta Hamont języka limburskiego przednie [aː], centralne [ɑ̈ː] i tylne [ɑː] są odrębnymi fonemami. Takie potrójne rozróżnienie jest bardzo rzadko spotykane.

## Języki, w których występuje ten dźwięk
Samogłoska otwarta tylna niezaokrąglona występuje w językach:
| Język     | Słowo  | MAF         | Tłumaczenie   | Uwagi                                                               |
| --------- | ------ | ----------- | ------------- | ------------------------------------------------------------------- |
| angielski | father | [ˈfɑːðə(ɹ)] | „ojciec”      |                                                                     |
| arabski   | بحر    | [bɑħr]      | „morze”       | Alofon /æ/ w sąsiedztwie spółgłosek gardłowych i faryngalizowanych. |
| fiński    | kana   | [ˈkɑnɑ]     | „kura”        |                                                                     |
| limburski | tand   | [tɑːnt²]    | „ząb”         | Wyraz z dialektu Hamont.                                            |
| norweski  | hat    | [hɑːt]      | „nienawidzić” |                                                                     |
| ukraiński | мати   | [ˈmɑtɪ]     | „matka”       |                                                                     |

W niektórych językach występuje samogłoska otwarta centralna niezaokrąglona, nieposiadająca odrębnego symbolu IPA, zapisywana [ɑ̈], [ä] lub [ɐ̞] (najczęściej używany symbol to [ä]), kiedy niezbędne jest rozróżnienie:
| Język       | Język          | Słowo                | MAF                  | Tłumaczenie          | Uwagi                         |
| ----------- | -------------- | -------------------- | -------------------- | -------------------- | ----------------------------- |
| czeski      | czeski         | laska                | [ˈlɑ̈skɑ̈]             | „miłość”             | Z reguły transkrybowana /a/.  |
| hiszpański  | hiszpański     | malo                 | [ˈmɑ̈lo̞]              | „zły”                | Z reguły transkrybowana /a/.  |
| limburski   | dialekt Hamont | zaak                 | [zɑ̈ːk²]              | „sprawa”             | Z reguły transkrybowana /aː/. |
| maryjski    | maryjski       | адакат               | [ɑ̈dɑ̈kɑ̈t]             | „znów”               | Z reguły transkrybowana /a/.  |
| niemiecki   | niemiecki      | Ratte                | [ˈʀɑ̈tə]              | „szczur”             | Z reguły transkrybowana /a/.  |
| polski      | polski         | las                  | [lɑ̈s]                | „las"                | Z reguły transkrybowana /a/.  |
| portugalski | portugalski    | vá                   | [vɑ̈]                 | „proszę iść!”        | Z reguły transkrybowana /a/.  |
| rumuński    | rumuński       | cal                  | [kɑ̈l]                | „koń”                | Z reguły transkrybowana /a/.  |
| sebei       | sebei          | (potrzebny przykład) | (potrzebny przykład) | (potrzebny przykład) | Z reguły transkrybowana /a/.  |